# Dolichopus syracusanus
Dolichopus syracusanus är en tvåvingeart som beskrevs av Becker 1917. Dolichopus syracusanus ingår i släktet Dolichopus och familjen styltflugor. Inga underarter finns listade i Catalogue of Life.